# Pilatus Dragons
Les Pilatus Dragons sont une équipe de handibasket de Suisse centrale, dans le canton de Lucerne, fondée en 1983.

## Palmarès
Européen
- Coupe André Vergauwen (EuroCup II) :
  - 2013 : 8e place[3]
  - 2022 : 7e place
- Coupe Willi Brinkmann (EuroCup III) :
  - 2005 :  Champion d'Europe
  - 2009 : 8e place[4]
  - 2015 : 8e place[5]
- Challenge Cup (EuroCup IV) :
  - 2010 :  3e place[6]
  - 2014 : 4e place[7]
  - 2016 : 7e place[8]
  - 2017 : 5e place[9]
  - 2023 : 7e place

National
- Championnat de Suisse : 1984, 1985, 1986, 1992, 1993, 1995, 1996, 1997, 2001, 2002, 2003, 2005, 2006, 2007, 2009, 2010, 2011, 2012, 2013, 2014 et 2015.
- Coupe de Suisse : 1983, 1984, 1986, 1988, 1990, 1991, 1992, 1993, 1995, 1997, 2001, 2003, 2004, 2007, 2008, 2009, 2010, 2011, 2012, 2013, 2014 et 2015.

## Joueurs célèbres ou marquants
- Maurice Amacher
- Nicolas Hausammann